# Robert Hutton
Robert Hutton (11 de junio de 1920 – 7 de agosto de 1994) fue un actor de nacionalidad estadounidense.

## Biografía
Su verdadero nombre era Robert Bruce Winne, y nació en Kingston, Nueva York. Hijo de un comerciante ferretero, era primo de la heredera de la F. W. Woolworth Company Barbara Hutton. Siguió estudios en la Blair Academy, un pequeño internado en Blairstown (Nueva Jersey).
En sus inicios, Hutton fue actor y director teatral en el Woodstock Playhouse, en Woodstock (Nueva York), local que sufrió un incendio en 1988 y fue reabierto en 2011.
Hutton guardaba un sorprendente parecido con James Stewart: por ese motivo, cuando a causa de la Segunda Guerra Mundial Stewart se alistó, Hutton se benefició, obteniendo papeles que probablemente habrían sido para Stewart.
Tras dejar los estudios Warner Brothers, Hutton siguió trabajando en el cine y la televisión, además de escribir y dirigir en Inglaterra durante varios años. Años más tarde volvió a los Estados Unidos y vivió en la localidad en la que había nacido y crecido.
Robert Hutton pasó sus últimos días de vida en una residencia, tras haberse roto la espalda en un accidente doméstico. Fallecido en 1994, le sobrevivió su hija Jolie y un hijo, Robert.

## Selección de su filmografía
- Destination Tokyo (1943)
- Janie (1944)
- Hollywood Canteen (1944)
- Roughly Speaking (1945)
- Janie Gets Married (1946)
- Love and Learn (1947)
- Time Out of Mind (1947)
- And Baby Makes Three (1949)
- The Younger Brothers (1949)
- Slaughter Trail (1951)
- The Steel Helmet (1951)
- Tropical Heat Wave (1952)
- Casanova's Big Night (1954)
- The Big Bluff (1955)
- Man from Tangier (1957)
- The Colossus of New York (1958)
- Cinderfella (1960)
- The Sicilians (1963)
- Búsqueme a esa chica (1964)
- Doctor in Clover (1966)
- Finders Keepers (1966)
- The Vulture (1967)
- They Came From Beyond Space (1967)
- Sólo se vive dos veces (1967)
- Torture Garden (1967)
- Can Hieronymus Merkin Ever Forget Mercy Humppe and Find True Happiness? (1969)
- Cry of the Banshee (1970)
- Trog (1970)
- Tales from the Crypt (1972)
- The Cherry Picker (1974)